# Matteo Boniciolli
Matteo Boniciolli, né le 18 avril 1962, à Trieste, en Italie, est un entraîneur italien de basket-ball.

## Palmarès
- EuroChallenge 2009
- Coupe d'Italie 2008
- Championnat du Kazakhstan 2012, 2013
- Coupe du Kazakhstan 2011-2012, 2012-2013, 2013-2014
- Meilleur entraîneur du championnat d'Italie 2008
- Meilleur entraîneur du championnat du Kazakhstan 2012